# Sircilla
Sircilla es una ciudad y municipio situada en el distrito de Rajanna Sircilla en el estado de Telangana (India). Su población es de 83186 habitantes (2011). Se encuentra a orillas del río Manair, a 130 km al norte de Secunderabad.

## Demografía
Según el censo de 2011 la población de Sircilla era de 83186 habitantes, de los cuales 41525 eran hombres y 41661 eran mujeres. Sircilla tiene una tasa media de alfabetización del 75,13%, superior a la media estatal del 67,02%. 